# 達魯
達魯是太平洋島國巴布亞新畿內亞的城鎮，也是西部省的首府，位於托列斯海峽上的達魯島，始建於1884年，海拔高度3米，2000年人口12,879，是該國第二大沿海城市，僅次於首都莫爾茲比港。